# Charles Marelle
Charles Marie Marelle (geb. 1. Februar 1827; gest. 1903) war ein französischer Dozent und Schriftsteller in Berlin.

## Leben
Charles Marelle stammte aus Méry-sur-Seine östlich von Paris.
1857 lebte er wahrscheinlich in Brandenburg an der Havel.
Seit etwa 1864 wohnte Charles Marelle in Berlin. Dort hielt er Vorträge über französische Literatur und Sprache.
Seit etwa 1874 unterrichtete er an der Akademie für Moderne Philologie und seit 1880 in der neuen Humboldt-Akademie. Er war außerdem Professor am Victoria-Lyceum.
Charles Marelle war mit Elisabeth von Bilow verheiratet. Ihre Tochter Louise Marelle (1857/59–1940) wurde Schriftstellerin.
1906 wurde seine umfangreiche Bibliothek an die Berliner Universität übergeben. Dort  wurde sie 2014 untersucht und als eine wertvolle Gelehrtenbibliothek mit vielen seltenen Bänden zur französischen Literatur, Geschichte und Kultur eingeschätzt.

## Schriften
Charles Marelle verfasste  Texte, vor allem über die französische Literatur und Kultur. 
- Le Petit monde, chansons, fabulettes et contes, pour l'amusement et l'éducation des enfants petits et grands, 1863,  
  - Le Petit monde, poésies enfantines et amusantes, chansonnettes, fabulettes et fables, compliments, historiettes et contes, etc., pour les premières leçons,  3e édition, revue, corrigée et très augmentée, à l'usage des écoles, 1887
  - 4e édition 1896
- Vom französischen Geist und der geistigen Arbeit in Paris, in Julius Rodenberg (Hrsg.): Paris bei Sonnenschein und Lampenlicht. Ein Skizzenbuch zur Weltausstellung. 2. Aufl. Leipzig 1867 S. 76ff.
- Die französischen Mährchen von Perrault, von Gustave Doré illustrirt, mit der Bearbeitung M. Hartmann's und der Grimm'schen Sammlung verglichen, Vortrag gehalten in der Gesellschaft für das Studium der neueren Sprachen zu Berlin, 1868
- Eugénie et Maurice de Guérin, discours lu aux conférences publiques de la Société pour l'étude des langues modernes à Berlin, par Charles Marelle, 1870, Neuauflage 1887
- Les Contes et les chants populaires français, 1876
- Sur la prononciation de l'"e" muet,  Vortrag, 1887

Herausgeber
- Nouveau guide de conversations modernes en français, anglais, allemand et italien, ou Dialogues usuels et familiers, par Bellenger, Witcomb, Fischer et Fabbrucci. Nouvelle édition revue, par Charles Marelle ("Nuova guida de conversazioni moderne, accresciuta di dialoghi (...) francese, inglese, tedesco e italiano"), 1877
- Italienische Volkslieder, 1887
- "Affenschwanz" et cetera, 1888 Digitalisat (mit Autogramm), Neuausgabe 1889
  - Eva Affenschwanz, queue-d'chat et cetera, 1890

Übersetzer
- Poésies von Heinrich Heine, 1879